# Paszoznawstwo
Paszoznawstwo – gałąź wiedzy z zakresu żywienia zwierząt zajmująca się poznawaniem pasz (składu chemicznego, strawności i przyswajalności, wartości pokarmowej), metodami ich produkcji, zbioru, konserwowania i przechowywania oraz oddziaływaniem na produkcyjność zwierząt.